# Sagamalia hinomaru
Sagamalia hinomaru är en nässeldjursart som beskrevs av Kawamura 1954. Sagamalia hinomaru ingår i släktet Sagamalia och familjen Rhodaliidae. Inga underarter finns listade i Catalogue of Life.